# Вртови старог Египта
Вртови старог Египта су вероватно почели као обични воћњаци и повртњаци, наводњавани водом из Нила. Постепено, како је земља постајала богатија, они су еволуирали у вртове за уживање са цвећем, језерцима и долинама воћака и дрвећа које пружа хлад. Храмови, палате и приватне резиденције имали су своје баште, а модели вртова су понекад постављани у гробнице како би њихови власници могли да уживају у њима у загробном животу.

## Историја
Историја и карактер вртова у старом Египту, као и сви аспекти египатског живота, зависили су од Нила и мреже канала који су црпили воду из њега. Вода је захватана из Нила у кожним кантама и на раменима ношена у баште, а касније, почев од 14. века пре нове ере, захватана из бунара помоћу дизалица са утегом за противтежу (ђерам) званим šādūf на арапском. Најраније баште су биле састављене од гредица за садњу подељених на квадрате земљаним зидовима, тако да је вода могла да се упије у тло, а не да се изгуби. Вртови су припадали храмовима или резиденцијама. Световне баште су се налазиле у близини реке или канала и коришћене су углавном за узгој поврћа. Од Новог краљевства, вртови су били уз луксузније резиденције и понекад су били ограђени зидовима. Вртови храма су коришћени за узгој одређеног поврћа за церемоније.

## Дворске баште
Дворске баште су се први пут појавиле у Египту непосредно пре Средњег краљевства (2035–1668. п. н. е.). Ове баште су биле веома велике и биле су распоређене у геометријским облицима. Рибњаци дворских вртова били су огромни и бројни. У другом миленијуму пре нове ере, баштенско језеро краља Снефруа било је довољно велико за чамце у којима је веслало двадесет веслача.
Владари старог Египта, као што су краљица Хатшепсут (1503–1482. п. н. е.) и Рамзес III  (1198–1166. п. н. е.), користили су саксије да у Египат донесу нове врсте дрвећа и цвећа откривеног током њихових освајања у Либији, Сирији и Киренајки.

## Баште задовољства
Почевши од времена Новог краљевства, баште за уживање постале су уобичајена карактеристика луксузних резиденција. Према сликама у гробницама у Теби из 18. династије (1552–1296. п. н. е.), баште тог времена су имале стандардни дизајн. Имале су језерце, обично правоугаоно, у средини, испуњено шареним рибама, са цветовима лотоса у води и цвећем по ивицама. Око језерца су били узастопни редови дрвећа, укључујући платане, палме и нар, наизменично са цветним лејама. Ивице базена за воду су биле нагнуте, са степеницама низ једну страну како би баштовани могли да сакупљају воду за наводњавање.
Рибњак је често био окружен зидовима или стубовима који су подржавали винову лозу. Зидови и стубови били су украшени живописним сликама људи, животиња и биљака као што су мак и ружа.

## Вртови храма
Храмови су често имали велике вртове. Амонов храм у Карнаку имао је двадесет и шест кухињских вртова, уз врло рану ботаничку башту, која је, према натпису, садржавала „све врсте дивног цвећа и бизарних биљака које се налазе у божанској земљи коју је Његово Величанство освојило." Химне осликане на зидовима гробница показују да су верске церемоније усредсређене на циклусе природе и промене годишњих доба. Вртови храмова су често имали редове смокава и платана (дрво свето богињи Хатор), тамариске, врбе или палме. Редови дрвећа понекад су се протезали и по неколико километара, повезујући неколико храмова. Сами храмови су имали шеталишта засађена дрвећем. Када су дрвореди били засађени далеко од реке, бунари су морали да се копају до десет метара дубине да би дошли до воде за наводњавање. За време Аменхотепа III, неки храмови су били посвећени богињи у облику дрвета, са деблом за тело и гранама за руке. Веровало се да ова богиња носи воду мртвима да утоле жеђ. Вртови храмова су често били домови животиња посвећених боговима, као што су ибиси и бабуни. Цвеће је било део свих верских церемонија у време бога Амона. Ове баште су такође производиле лековито биље и зачине као што су ким, мајоран, анис и коријандер.

## Погребне баште
Погребне баште биле су минијатурне верзије кућних башта које су биле постављене у гробнице. Обично су имале малу четвртасту кућу или павиљон са дрвеним стубовима, окружен зидом. Унутар зида је био базен окружен дрворедом. Кућа је личила на куће у баштама, где је власник играо даме или се опуштао. Мртви су традиционално били окружени предметима у којима би уживали у животу, а очекивало се да ће и у загробном животу наставити да уживају у својим баштама. Натпис на једној гробници је гласио: „Шеташ се опуштено поред љупке обале свог језерца; срце ти се радује са дрвећа твога и освежава се под твојим платанима; срце ти је задовољно водом из бунара које си направио да би трајао заувек“.

## Дрвеће и биљке у египатској башти
Дрвеће се користило у баштама за производњу воћа и за хлад. Деветнаест различитих врста дрвећа пронађено је у вртовима Иненија, архитекте фараона Тутмоса I (1504–1492. п. н. е.). Дрвеће тамариска, багрема и врбе било је уобичајено у баштама. Дрвеће платана (Ficus sycomorus) и тамариска је понекад било засађено испред храмова, као и код храма Небхепетра, из 11. века пре нове ере.
Стари Египћани су гајили Ficus sycomorus из протодинастичких времена, а значајно од почетка трећег миленијума пре нове ере. Веровало се да је то древно египатско Дрво живота, засађено на прагу између живота и смрти. Зохари и Хопф примећују да су „воће и дрво, а понекад чак и гранчице, богато представљени у гробницама египатских раних, средњих и касних краљевстава“. Неки од сандука мумија у Египту су направљени од дрвета овог дрвећа.
Најзаступљеније воћке су биле урмене палме, смокве и доум палме (Hyphaene thebaica). Дрво персеа (Mimusops) се сматрало светим и налазило се и у храмским вртовима и у стамбеним вртовима. Дрво нара је представљено током Новог краљевства и било је цењено због своје ароме и боје. Остало воће које се гајило у баштама биле су јујуба, маслине и брескве. Поврће се узгајало за храну или за церемоније. Зелена салата кос (Lactuca sativa L. var. longifolia) се сматрала светом и била је повезана са Мином, божанством репродукције, и веровало се да је моћан афродизијак. Од грожђа су се правили суво грожђе и вино. Слике на гробницама показују да су винове лозе понекад биле засађене на перголама да би пружиле хлад врту. Цвеће се узгајало у баштама за прављење украсних букета и за употребу у верским обредима. Уобичајено баштенско цвеће су били мандрагора и красуљак, хризантема, анемона и мак, јасмин и ружа.
Египатска језера и базени су често били украшени белим и плавим лотосом (Nymphaea nouchali var. caerulea) и папирусом.

## Рибњаци и језерца
Рибњаци и језерца били су уобичајена карактеристика стамбених вртова богатих и моћних становника древног Египта и приказани су на бројним сликама на гробницама. Понекад, као у башти Хатшепсутиног посмртног храма у Деир ел-Бахрију, језерце је било у облику слова Т, при чему је један део био повезан са реком или каналом. Вода се обично сипала у језерце из реке ручно, или помоћу ђерма. У барама су се узгајале рибе за храну и украс. Они су такође били дом водених птица селица.
Цвеће попут белог и плавог лотоса узгајано је у језерцима за декорацију и за церемоније, а познато је да је папирус гајен у Деир ел-Бахрију. Касније, током персијске окупације Египта, уведен је ружичасти лотос.

## Сенка, боја и мирис
Сенка је била важна карактеристика баште, коју је давало дрвеће и винова лоза између стубова. Описујући ове вртове, Шо и Николсон су написали: „Укупни ефекат би био хладан хлад, тежак од мириса цвећа и дрвећа. Вртови су стога једно од најчешћих окружења египатских романтичних прича.“

## Баштованство у старом Египту
Баштованство у старом Египту је било веома тежак посао; баште су захтевале стално наводњавање, са водом ношеном или захватано руком, плевљење корова и негу, укључујући и вештачко размножавање урминих палми, што је захтевало велику вештину. Такође је био потребан велики напор да се птице спрече да једу усеве. Постављане су генијалне замке за хватање птица.